# 盾

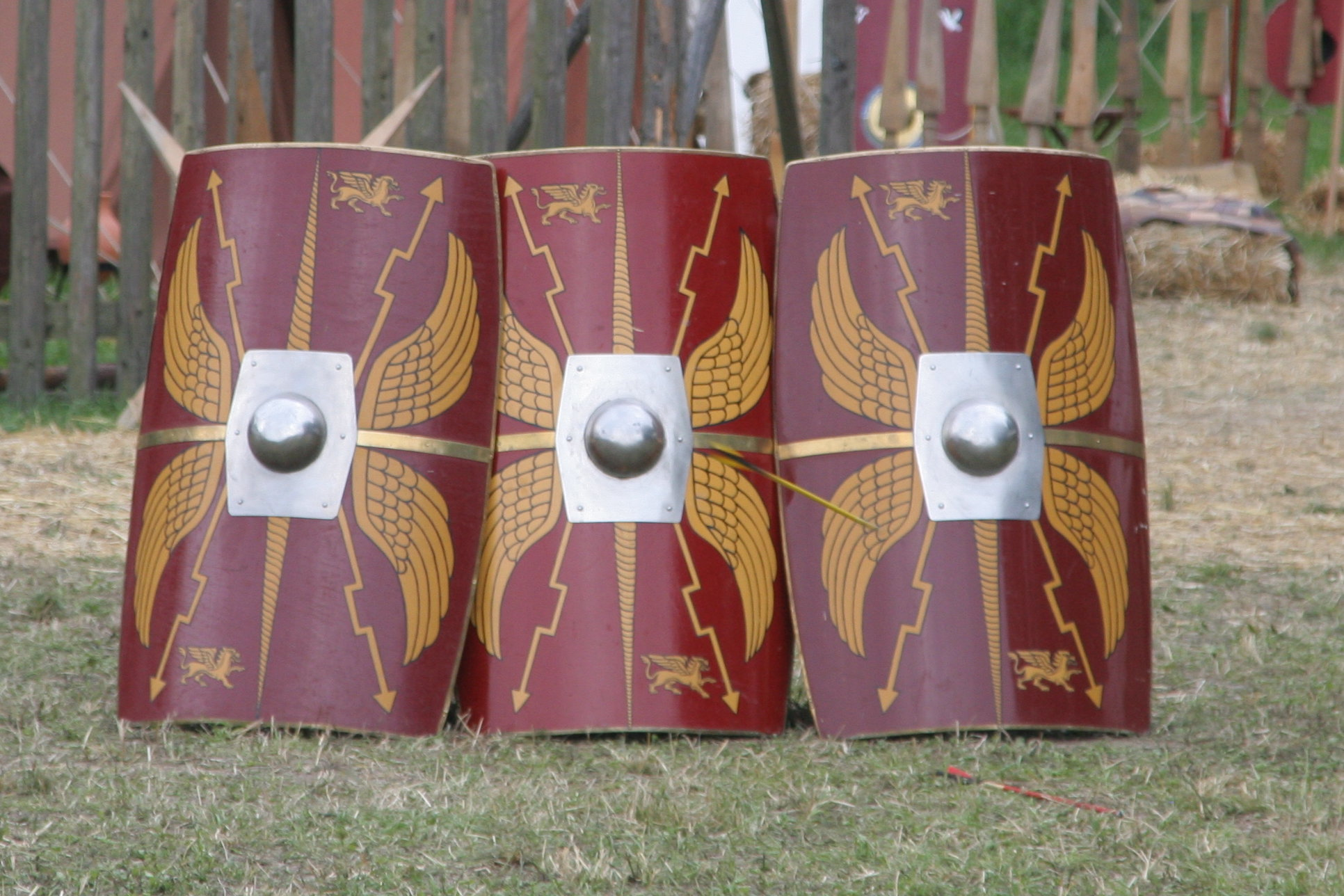
スクトゥム

盾（たて、楯、英: shield）は、刃物による斬撃や刺突、鈍器による打撃、および弓矢・投石・銃器の射撃などから身を守るための防具。
表彰の際に贈られる記念品については、後述の記念・賞としての楯を参照。

## 素材
ルネサンス後期には鉄製が現れたが、ほとんどは木製で、革製のものもよく使用された。古い時代には青銅製もあり、重量が大きかった。通常は縁を補強するが、バイキングはこれをせず材質も柔らかい木材を使った。相手の剣を盾で受け、刃が食い込んで動きがとれなくなった一瞬を狙う目的があった。現在は、ジュラルミンやポリカーボネート製の盾がある。

## 歴史と形状

### 先史時代～古代

#### 古代ヨーロッパ

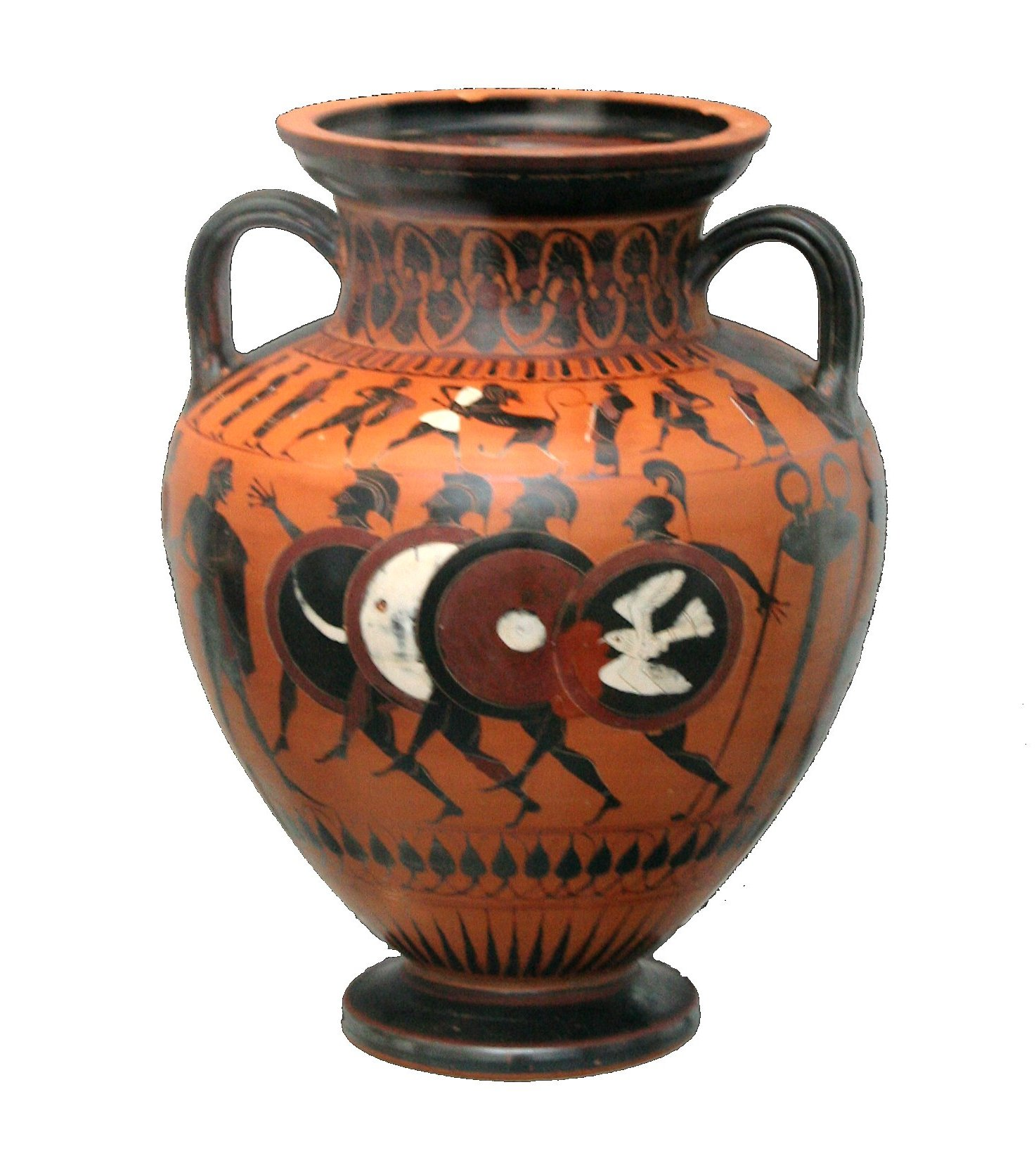
ホプロンを装備するギリシャ兵が描かれた壷（紀元前550年頃）

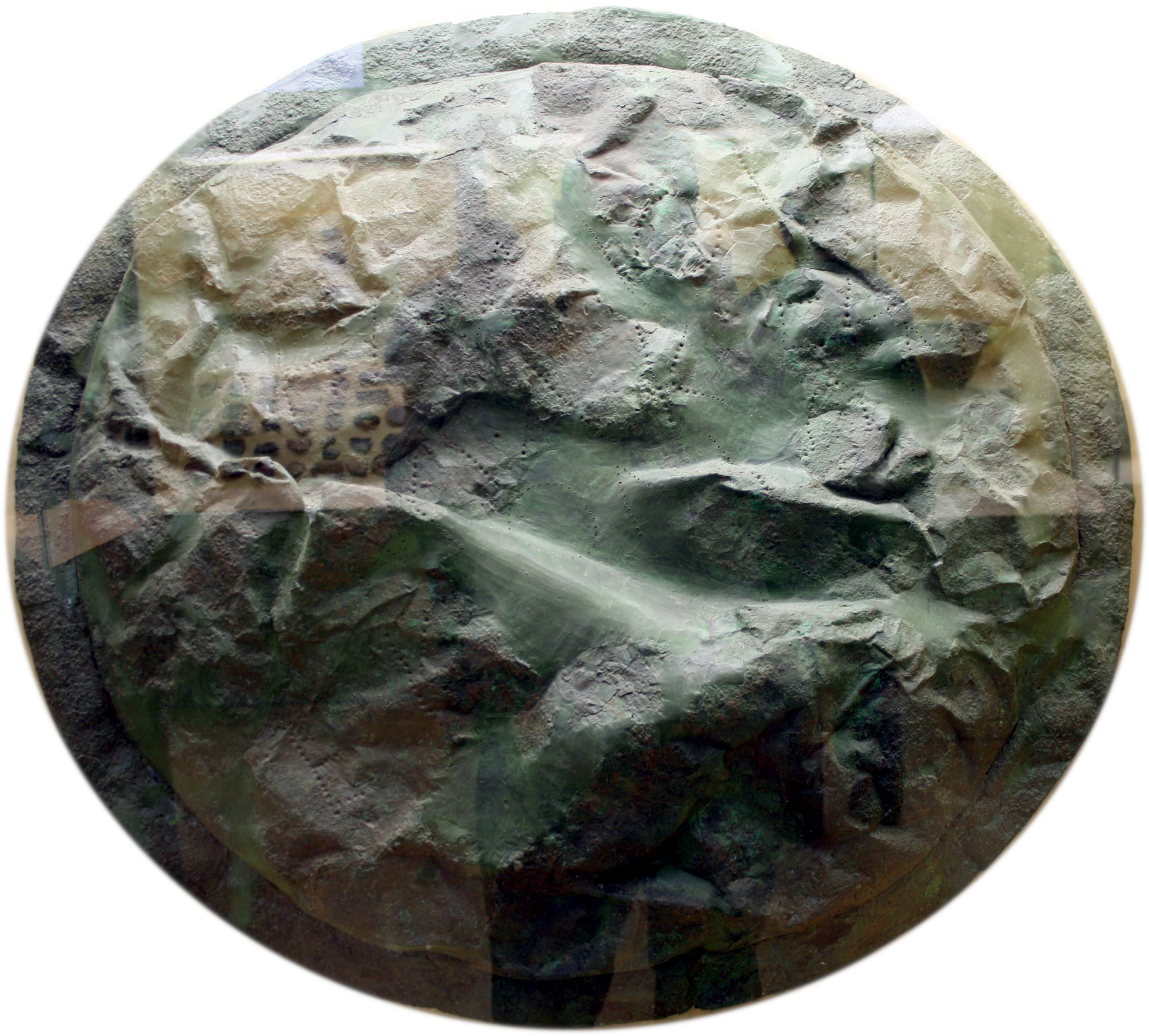
スパルタの盾

古代ギリシアや、それを源流とするヘレニズム文化圏では、ホプロンと呼ばれる丸盾と貫徹槍を装備した重装歩兵の密集陣形が活躍した。盾と槍の隙間無い陣形は、並大抵のことでは突破できず、ペルシア帝国との戦いでは、圧倒的な数の不利を逆転したという。
古代ローマの帝国初期の歩兵は、スクトゥムと呼ばれる四角、もしくは楕円形の大型のものを使用した。これを隙間なく並べ、個人の技量よりも集団の動きを重視し様々な陣形を組んだ。城壁に接近する場合は亀甲のように上面に盾を並べ投擲物から身を守った。散開した際も個々に使用し、ホプロンと比べてやや重い分、防御力が高い。また、帝国末期には、盾の裏に数本の投げ矢（槍）を仕込んで装備する事もあった。
馬に乗るノルマン人は涙滴形を使った。これは円盾の下部が伸び、足を守るものである。ヨーロッパ騎士の持つアイロン形はこの上部が水平に切られた物で、ドイツ型はさらに裏から見て右片方（すなわち武器を持った利き腕の側）の上辺が切り欠かれ、視界を良くした。この切り欠き部は騎馬突撃に際して槍の保持にも使う。ポーランドなどのものは逆に左上辺が長く上に伸び、側頭部を守る。
金属で補強された盾は、縁を武器で連打して大きな音を出し、敵兵や馬を威嚇することに使われた。日本の機動隊などポリカーボネート製の盾（ライオットシールド）を装備する現代の暴動鎮圧部隊でも行われる事がある。

#### 古代中国
前5世紀の遺跡から出土した盾からも、この時点で高度な漆塗り装飾が行なわれていたことがわかる。前4世紀出土のもので、反りがついており、布が貼られたもの（複合素材盾）もある（これらの盾の形状は、複雑かつ分類ができない）。鉄盾に関しては、『韓非子』の記述にある「重盾（じゅうじゅん）」が鉄盾を指すものと考えられており、戦国期には用いられた。
弥生・古代日本と同様、古代中国でも実戦用だけでなく、行事用の盾があり、追儺がそれに当たる。この大陸式の行事用盾の文化は8世紀初め、文武天皇の治世には日本に伝わり（『広辞苑』一部参考）、『公事十二ヶ月絵巻』の絵画中にも、鬼を追う役が右手に五角の持盾、左手に矛を持つ姿が描かれ、祭事としても各地に伝承されている。中国では、こうした呪術的な面での使用は戦国期には見られ、『周礼』に記述される方相氏が、仮面をかぶり、戈と盾をもち、鬼霊を祓う呪術師一族としている。

#### 古代朝鮮
高句麗安岳3号墳（4世紀後半）の出行図（壁画）には、歩兵は盾を持っているが、重騎兵には盾が描かれていない。時代が下ると、伽耶金海出土の5世紀頃の騎馬人物形土器に、人馬甲を身にまとった上で盾と槍が表現されており、馬盾がみられる。この馬盾と槍のセットが北方から伝わったのかは不明だが、同時期の日本においては、（記・紀資料や壁画を含め）確認されていない。

#### 弥生時代の日本
- 岡山県岡山市の南方（みなみかた）済生会遺跡（弥生時代中期中葉）から出土した木製盾は針葉樹の板材製で、長さは21.7センチ（部分出土で全長は不明）。中央部にサヌカイト製の石鏃が刺さった状態で出土した。
- 滋賀県守山市の下之郷遺跡（弥生時代中期後葉・1世紀前後）から出土した木製盾は長方形である。4枚のスギ板と2本のサカキの補強材を組み合わせて作られ、裏側には植物繊維が巻かれた把手（とって）がついていた。長さは105センチ。装飾などは見らない。当遺跡からは焼けた弓や折られた銅剣なども出土している。
- 一支国の国都に比定されている原の辻遺跡（長崎県壱岐島）からは赤色に塗られた木製盾が出土しており、また、鳥取県鳥取市青谷上寺地遺跡（弥生時代後期）からは緑色に塗られた盾[注釈 1]が出土している。
- 奈良県田原本町の清水風遺跡（弥生時代中・後期）出土の土器絵画からは、左手に盾、右手に戈を持った羽飾りの戦士が線刻されており、戈と盾が併用されていたことを示す資料となっている。これが祭祀の様子を線刻したものなのか、別の場面を表したものかは不明[4]。

#### 古代日本
日本の盾の初見は「神代紀」の国譲之条の「百八十縫之白盾」である。これは神宝の盾だといわれる。
魏志倭人伝の記述として、倭人が木製楯を用いていたことが記述されている（漢字で楯と表記した場合、木製をさす）。

美園遺跡出土 家形埴輪大阪府立近つ飛鳥博物館展示。

奈良県の3世紀から4世紀にかけての遺跡からは多くの木製盾と木製埴輪（矢傷などがない）が出土している。盾には装飾として、板材に多数穿孔され糸綴じが行われている例があるが、盾に対する糸綴じは強度を高めるためという指摘もある。
5世紀頃になると、鉄製盾が登場し、以降、革製、石製盾（実用武具ではなく、石製埴輪であり、福岡県に見られる）なども用いられるようになり、5世紀末から6世紀にかけて、盾持人埴輪が盛んに古墳の周囲に置かれるようになる。古墳を悪霊・邪気の類から守るための呪具として制作されたとみられている。大阪府八尾市美園遺跡の方墳から出土した家形埴輪の2階の壁には盾を表す線刻があり、悪霊の建物への侵入を防ぐ役割を担っていたと解釈されている。建物の四方に盾を立てたと推測されている。また『日本書紀』の巻第三十において、持統天皇4年（690年）春正月に持統天皇の即位に際して物部麻呂朝臣が大盾を樹てたことや、『続日本紀』において、文武天皇2年（698年）11月に行われた大嘗に榎井倭麻呂が大盾を立てる儀礼を行い、以降、大嘗に当たり、物部・石上・榎井氏によって、大嘗宮の門に盾を立てることが慣行となったとある。古代日本において盾は実用具以外の面も持ち合わせており、権力者の墓や建物、宮門を悪霊の類から守る信仰は一例とみられる。中には、石室内に盾が描かれている例もある。権力者の間で仏教が普及すると、こうした盾の信仰も忘れ去られたものとみられる。奈良県四条古墳出土の5世紀の木製盾やそれと形状が類似する盾形埴輪（奈良県から静岡県にかけて見られる上部がY字状でくびれが多い盾）などから5世紀当時の盾の長さは130センチ前後であり、盾持人埴輪の表現にある様に顔は丸出しだったとみられる（四条古墳出土の木製品については、祭祀盾とする見解が一般的であるが、研究者によっては疑っており、杖とする見解もある。また、5世紀の近畿圏では小型な手持ち盾の例もある）。奈良県の5世紀の遺跡から出土した鉄製盾の長さも130センチ程である。
この他、「隼人の盾」があり、朝廷が隼人を制圧した後、内国に移配した結果、平城宮跡からも出土している。この隼人盾の長さは150センチである。これは、『延喜式』の「長さ五尺、広さ一尺八寸、厚さ一寸、頭には馬髪を編みつけ、赤白の土墨でもって鈎（こう）形を画く」とある記述と合致し、外国からの客を迎える際の規定であった。6世紀の東国の盾持人埴輪を見る限り、西国よりシンプルなデザインとなっている。
西国・東国・隼人の武人に共通して多く見られる盾の模様は、三角形を単位紋とする鋸歯（きょし）紋、いわゆるギザギザ模様である。一説には悪霊に対する威嚇という呪術的な意味合いのものとされる。古墳時代の盾には漆を塗っている例もある。

『万葉集』の一巻と二十巻に盾に関する歌がある。一巻に記された歌は、弓を射る音が鳴ると、武官は楯を立てるという内容で、音に敏感に反応する武人の様子が描かれている。
8世紀の段階では、歩兵は長柄の矛を両手で使用するようになり、騎兵も史料上から片手で使用・携帯する盾の使用はあまり見られなくなる。

### 中世

#### 中世ヨーロッパ
中世ヨーロッパでは騎士道の象徴であり、盾の形状や紋章は厳格に規定・区分され、紋章を見れば騎士の出自を含めて誰かが分かる程だった。この盾の紋章から、西欧の紋章ひいては近現代の世界各国の国旗・国章が発展した。騎士には必ず盾持ちの従者が伴っていた。中世終期には、鎧がチェーンメイルから全身を覆う頑丈なプレートアーマーに移行し、必ずしも全身を遮蔽する必要がなくなったため盾は小さくなった。そのため上記のような儀礼的・象徴的な意味が強まったとはいえ、実戦においても盾の必要性はさほど変わらなかった（鎧はハンマーやメイス等の重い打撃武器には比較的弱い。また攻城戦でよく用いられる投石、汚物、熱した油、火炎放射、弓矢といった飛び道具を防ぎ、近接戦闘でも剣や槍などの攻撃を受け流しつつ反撃するのに盾は有効だった）。

#### 中世日本

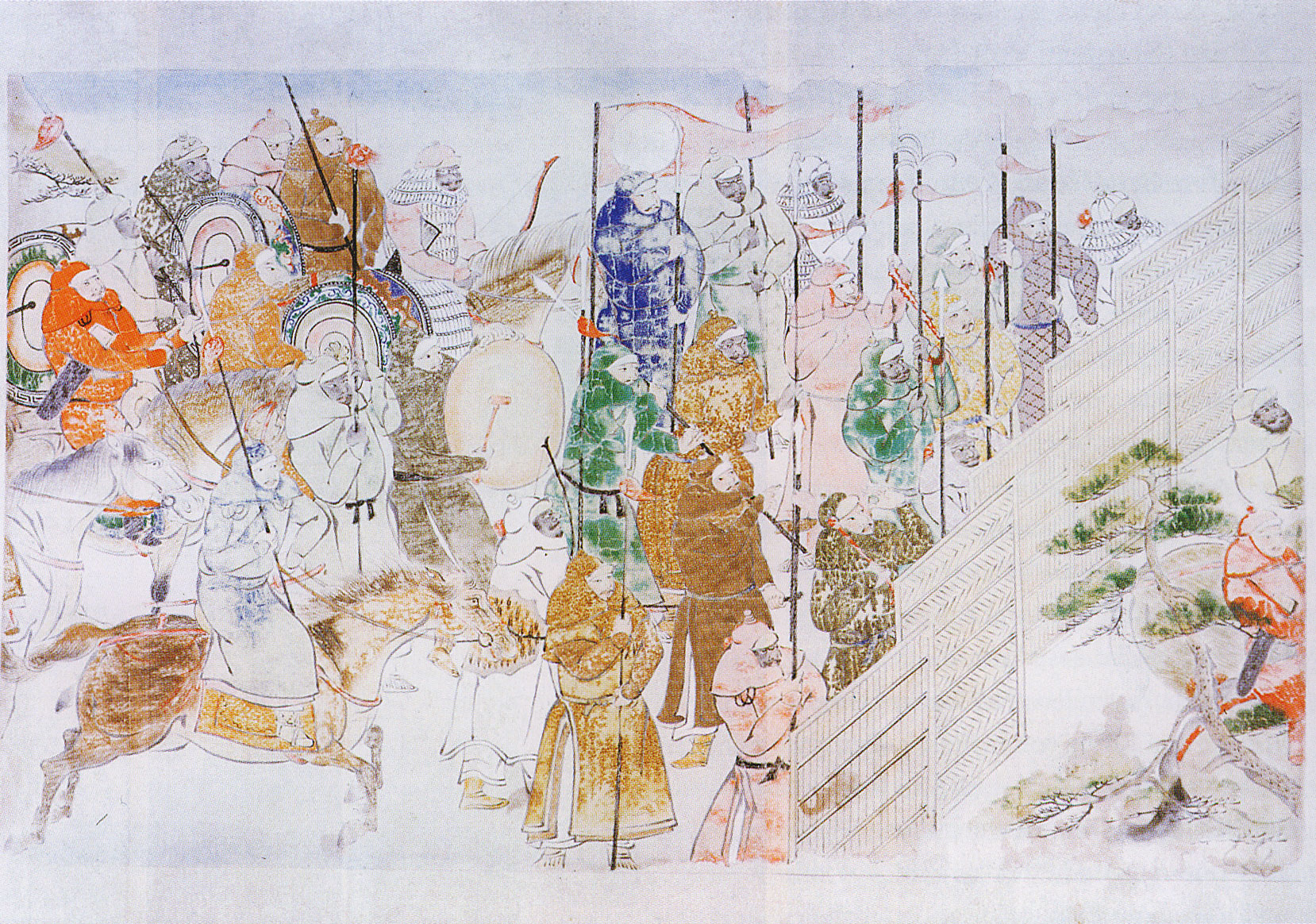
蒙古兵が立てる掻盾（竹崎季長『蒙古襲来絵詞』）

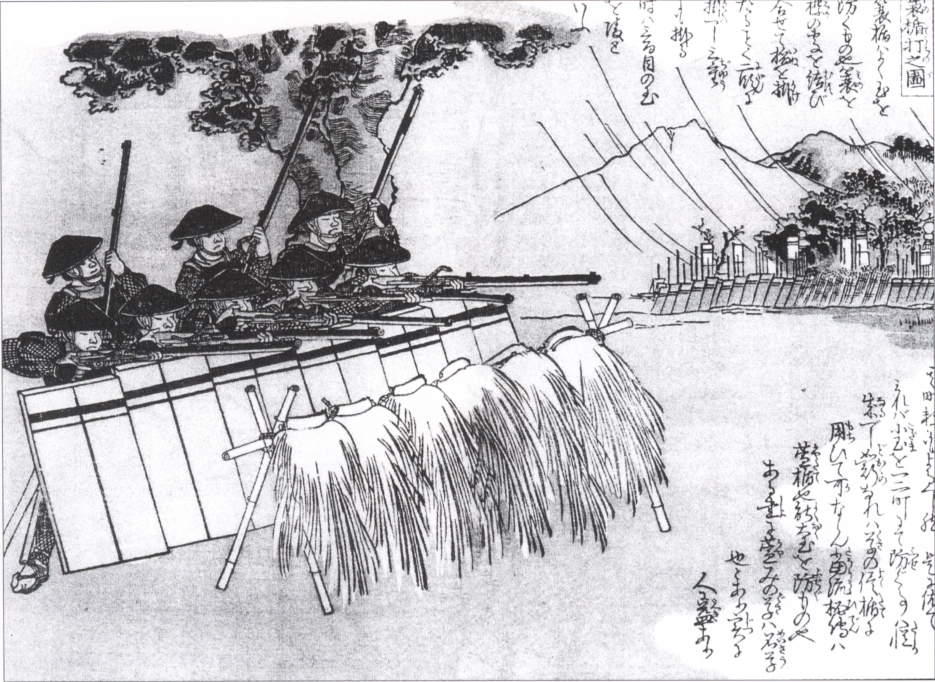
火縄銃の一斉射撃を行う足軽部隊。身を守るために、盾を用いている。

日本では追儺式時の方相氏が盾と矛を持つなどの儀式用以外は平安時代から室町時代初期にかけて掻盾を小型にしたような並べた厚板に鍋の取手の様な柄をつけた手盾があったが、主要武器の日本刀や薙刀、槍など両手使いに発達すると、鎧が発達し、手にもつタイプの盾（手盾）がすたれた（騎射戦において、肩部・側面を防護する大袖を腰をひねることで正面に向け、一種の盾として利用する手法がとられていたが、この大袖による防御手段は太刀や薙刀による白兵戦にも使用された。）。

一方で、地面に固定する型の盾（掻盾、垣盾などといわれる、普通は厚板二枚を縦に並べて接ぎ、表に紋を描き、裏に支柱をつけて地面に立てるようにしてある）が使われた。戦国時代になると矢だけでなく鉄砲の銃弾からの防禦も重視されるようになり、利便性と防禦性の高さから竹束が用いられるようになった。これには大型の物と小型の物が存在し、小型の物は手に持っての銃弾防禦が可能であった。使用の際は弾丸の入射角に対し斜め鋭角に設置する（避弾経始）。また、濡らした厚地の布（場合によっては広げた甲冑など鋼板製のものも共に）を建物の門や戸口などに設置し、カーテンの原理（布地の柔軟性と避弾経始を組み合わせ、飛来物の軌道と威力を逸らす作用）により弾丸を逸らす事実上の置き盾も少数例ながらあった。同様に矢玉避けに背負う母衣も盾と見ることが出来る。また、一部で鉄盾も使われていた。また陣を囲むよう多重に巡らし遮蔽させた幔幕も同様の役割を果たした。手盾については後述(東洋の盾→笠)を参照。
戦国期に多く考案された盾として、「車盾」（下部に車輪を有した攻城用盾）があり、「掻盾牛（かいだてうし）」や「転盾（まくりたて）」、「木慢」、「車竹束」、「車井楼（ - せいろう）」（『軍法極秘伝書』内に記載される）などといったものがある。この他、近世の書『海国兵談』には、木慢と外観が似た吊り下げるタイプの盾の「槹木」があるが、これは城壁内に立て、城壁の上から来る投射物を防ぐための城壁を補助する盾で、車盾ではない。
近世江戸期の『和漢三才図会』には、「歩盾（てだて）」として、画と共に記述が見られ、甲冑武者が左手に長方形の盾を持つ姿が描かれている（右には短槍）。画の形式は、掻盾と同じ（この他、様々な盾を記述したものとして、『訓閲集』が見られる）。また、『三才図会』では、盾の説明として、画に車盾が描かれている。歩盾を「てだて」と読むのは、10世紀中頃の『和名類聚抄』巻十三に見られ、中国の『釋名』を引用した上で、和名を「天太天（てだて）」と記している。

### 現代

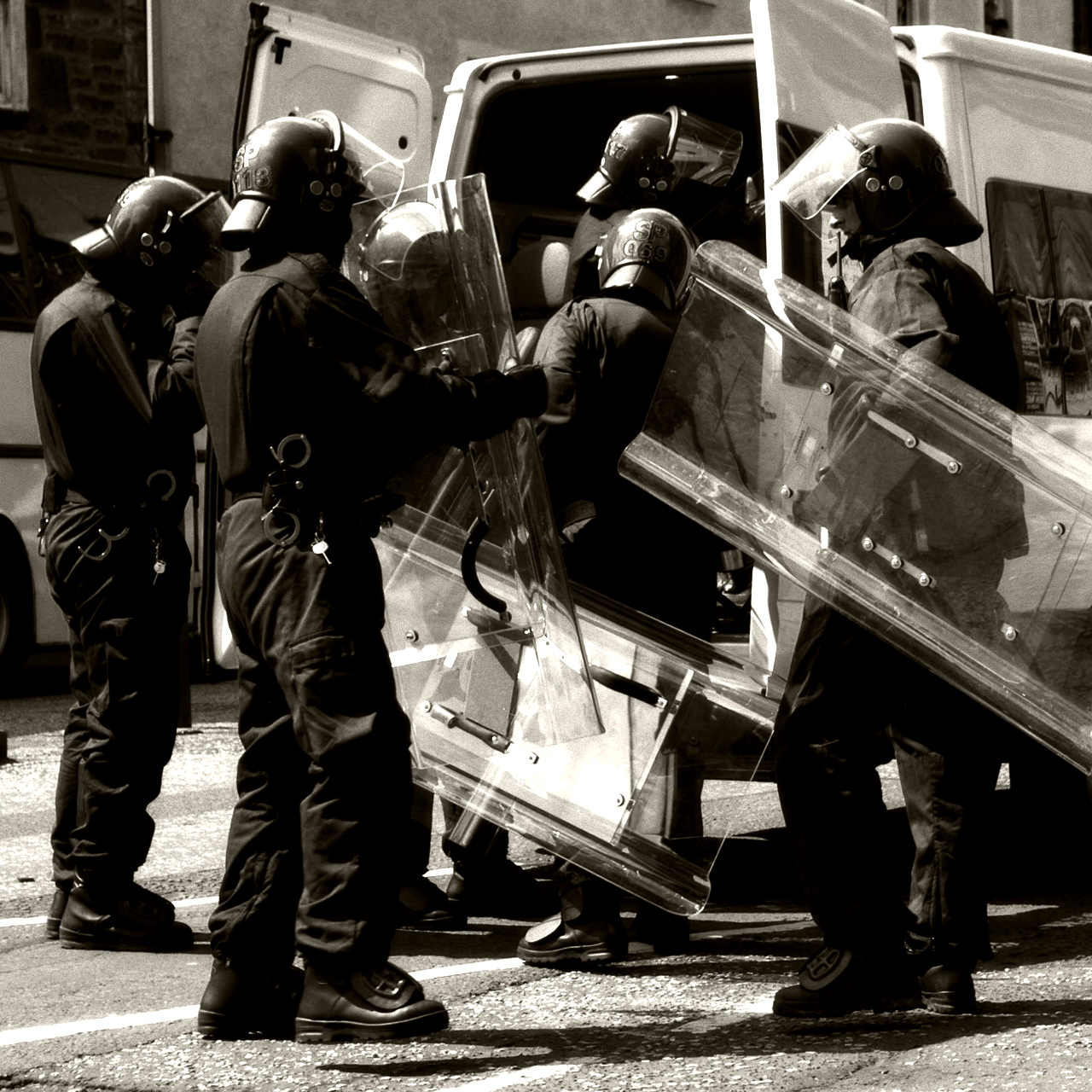
ポリカーボネート盾を持つイギリスの警察官

現代においては火器の攻撃力増加により、手盾が正規の戦争で使用されることはほとんど無くなったが、暴動鎮圧用としては世界中の警察や軍隊で装備されている。この種の盾（ライオットシールド）は、本格的な防弾性能はほぼ無いものの、軽量で頑丈なジュラルミン製や透明で視界に優れたポリカーボネート製のものが多く採用されている。また、セラミックや金属などで作られ小銃弾程度なら防御可能な盾や、強靭なケブラー繊維で作られたカーペットのような盾（刃物を振るわれても切れず鈍器も受け流せるが、防弾性能では劣る）も存在しており、警察の銃器対策や軍隊の市街戦などで使用されている。ただし、防御力を重視した盾は重量が大きく扱いづらいという欠点がある。
車両や陣地に備え付けられる銃器には「防盾」と呼ばれる鋼鉄製の盾が付属することがある。地面に置く盾としては、より安価で効果的な土嚢などが使用される。
一方、現代の神社でも「神宝盾」や「儀盾」を用いる事があるが、これは「持盾」と「据盾」の二種である。いずれも木製、黒漆、上部を三山形に切り込み、表面に巴紋または神紋を附けることになっている。

## 盾の分類
- 四角盾
- 長方盾
- 丸盾・丸楯（牌・団牌・円楯・円盾）
- 菱盾
- 逆三角盾
- 楕円盾
- 五角盾
- 木の葉盾
- 槍盾
- 剣盾
- 環盾
- 六角盾（ボルネオ島先住民イバン族に見られる）

盾の大きさの分類
- 小盾・小楯（30cm以内）
- 手楯・手盾・楯・盾（30〜60cm）
- 大盾・大楯（0.6m〜1m）
- 壁盾（1m以上）

使用の分類
- 持盾
- 置盾（パヴィース、掻盾）
- 移動式（木慢、竹束、持備、車備）

## 種類
- 戦闘用の盾と、儀式用の盾がある。
- 戦闘時に手で持つ盾と、地面に固定する大型の盾がある。後者の代表的例は、弓兵が矢をつがえる間身を守るためのハヴィスと呼ばれるものである。日本で盾というとこのタイプを指す。
- 鎧に盾の一部が付いている物が世界中にある。
- 内側に短刀を仕込める盾もある。
- 高い攻撃力を持たせるために刃や突起物などを有する物や、ランタンや他の道具を取り付け複合化した物など。

## 主な盾

### 西洋
スクトゥム（scutum）
古代ローマ時代、ローマの軍団兵に用いられた大型の盾。ローマ軍の歩兵戦術で重要な要素を担った。本来は戦争用であるが、一部の剣闘士は試合で使用している。
「スクトゥム（scutum）」とはラテン語で「盾」を意味する。
バックラー（Buckler）
相手に突きつけるように構える小型の盾。中型の盾とは異なった技術を要する。13世紀に書かれた西洋剣術の最も古いテキスト『ワルプルギスの剣術書』はバックラーとブロードソードの扱いを述べている。
レイピアの時代に入っても好まれた息の長い防具である。中心に長いスパイクをつけたスコットランドの物はタージュと呼ばれる。レイピアが使われた時代の物は太い針金をリング状にした物をつけたバックラーが見られる。これはソードブレイカーで、リング状部分で相手の剣を絡め折り取る。
カイト・シールド (Kite shield)
11世紀から13世紀にかけてヨーロッパ・中東で広く用いられた盾。騎乗兵士用に製作された盾と考えられており、上下に長い形をしている。ノルマン・コンクエストを描いた絵巻物バイユーのタペストリーに多数のカイト・シールドが描かれていることから、ノルマン人の盾として有名である。
ランタン・シールド（Lantern shield）
これは盾と篭手、腕鎧が一つになり、ダガー、戦闘には不要なはずのランタンまでもなぜかついていた（当該項の説明にあるように、夜間接近戦の際に光で相手の目を眩ますためだったとされている）。
原形はおそらくプレートアーマーの肘を大きく強化し盾の代用としたグリニッジ甲冑。甲冑が発達すると盾はトーナメントの際の紋章（看板がわり）と馬上鎗試合用のスポーツプロテクターとなった。左の胸に固定され、中には演出のために槍が当たるとバネで盾が飛散する仕掛けのものもあった。
デュエリング・シールド（Dueling shield）
ソードシールドやスパイクシールドとも呼ばれる大形の盾。棒術に使う棒に盾が付いたようなデザインで、両端はフックやスパイクになっている。扱うのに広い場所を要し、複数対複数の戦争には向かないため、裁判決闘に使われた。

### アジア
ティンベー
海亀の甲羅で出来た盾。ローチンと呼ばれる短い鉾と合わせて使われる。
団牌（だんぱい）
円形の盾全般。別名、蛮牌。右手に刀を持って使われる。また、模様は太極図や八卦、虎の顔や鬼の顔なども描かれている。
籐牌（とうはい）
団牌の一種で籐などのかずらで籠のように編んだもの。籐とはラタンのことである。軽くて丈夫であったが突きや矢には弱い。
大袖（おおそで）
厳密には鎧を構成する備品であり、両肩に吊り下げられた。側面の保護する役目があったが、しばしば正面に向けることで弓矢に対する盾として用いられた。白兵戦にも対応した。
陣笠（じんがさ）
元来は簡易兜として作られた革・鍛鉄製笠を紐を持って円形手盾として使用する。戦国時代以降鎧を着込む「甲冑術」には陣笠を積極的に利用する陣笠術も含まれる。
木慢
竹束 （たけたば）
竹で作った盾、攻城兵器に近い。

### 中南米
板状方形の木盾にキルティングを施したなめした毛皮で被い長く垂らし、頭部や胸部は木盾で、その布地部分でカーテンの原理で下方から攻める敵刃を逸らして防いだ。マークアウィトルと呼ばれる剣やテポストーピーリーと呼ばれる槍と一対で装備されることが多い。

### 神話・伝説の盾
アイギス
ギリシア神話、アテーナーの盾。現代英語でイージス。
アキレウスの盾
ギリシア神話、トロイア戦争でヘーパイストスがアキレウスに与えた盾。
スヴェル
北欧神話で名前と短い神話のみが伝わっている楯。
白楯
『日本書紀』の一書に、「天神 大己貴神（大国主）に勅して180縫の白楯を造らしめた」という記事がある。また、赤盾・黒盾の他、「天石盾」などの名称があるが、材質は不明。

## 盾の文化
攻撃を象徴する刀剣に対し、盾は防御の象徴として用いられる。マケドニアに代表されるファランクスは長い槍と盾を重ね合わせて隊列を作る密集部隊であった。兵士は自分だけでなく横に並んだ戦友の右半身を盾で守ることにより、部隊全体として完全に死角をなくす必要があった。したがって個人を守る鎧兜をなくす事より、仲間を守る盾をなくす事の方がはるかに不名誉な事とされた。また、「盾に担がれて凱旋する」は名誉の戦死を遂げた者が盾に乗せられ仲間に担がれたことを意味する。

## 現代の盾

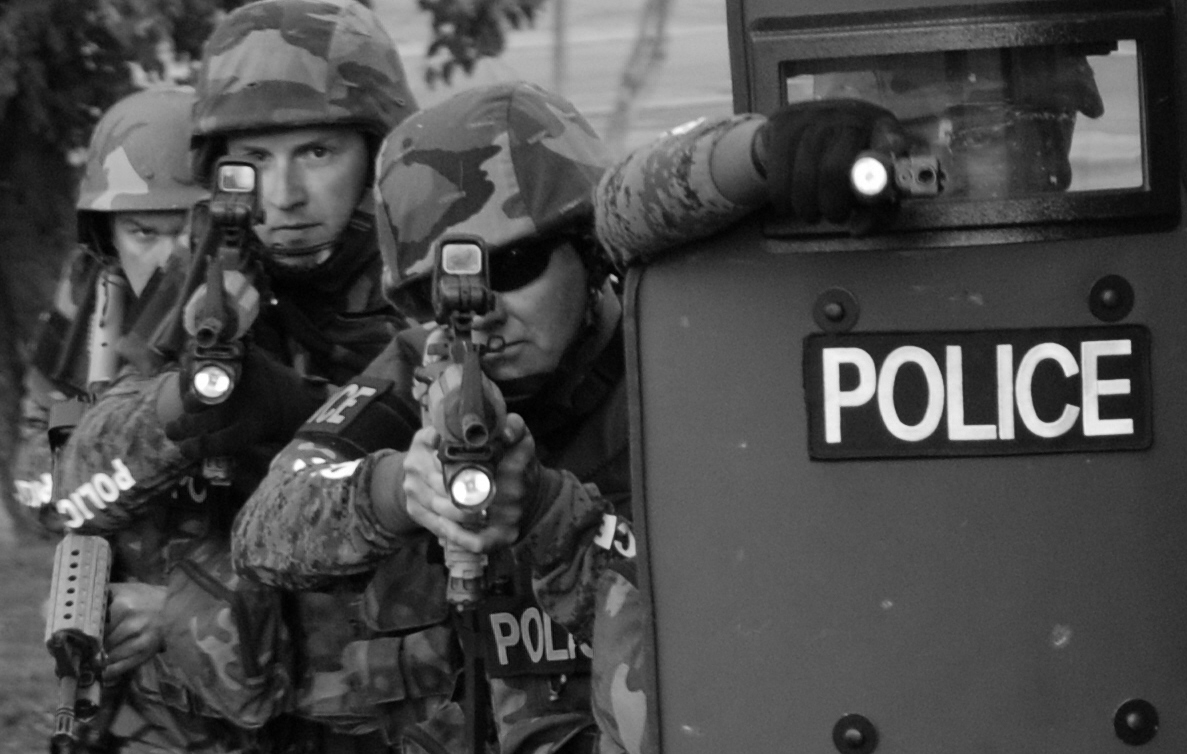
前進体勢を取る警察の特殊部隊チーム。一番手前の隊員が前衛。盾を構え、切り欠き部分から拳銃を突き出し、覗き窓越しに前方を確認している。

防弾盾
警察や軍隊の特殊部隊で見られる装備で、盾を使用する場合は突入班の前衛がこれを使う。防弾ガラスの覗き窓がついているものも多く、製品によってはライトも装着されている。拳銃などを射撃できるようにピストルポートがついたものもあるが、銃付き盾自体は15世紀には見られる。盾はその材質や形状で防弾性に差異がある。
ライオットシールド
ジュラルミンやポリカーボネート製の手盾。主に警察で暴動鎮圧用として使用されているもの。投石による受傷を防ぐことに力点が置かれており、防弾機能はないのが一般的。
籐細工の盾
東南アジア諸国の暴動鎮圧部隊で使用。デモ参加者を傷つけないためのもの。

## 盾の利点・欠点

### 盾の利点、主な使い方
- 敵の弓や投石などの遠距離攻撃を防げる。
- 硬さや重量を活かし、盾の面や端の部分で殴る・斬りつける[注釈 11]、体当たりに使う、攻撃を逸らす、敵の視界を塞ぐ、動きの始点を抑える等、敵の制圧に用いる。
- 目立つ装備であることは、多くの心理的な効果が見込める。利用する側は守られていることによる士気向上が、一方の利用される側は、警察や軍隊であることをアピールする盾に威圧され、士気低下が見込める。
- 敵味方の識別。盾は大きく目立つため、その形状を見ることで遠方からでも軍勢や所属がはっきりする。同士討ちを防ぐ効果が期待できた。

### 盾の欠点
- 遠距離攻撃を防げるが、遠距離攻撃の威力と盾の強度次第では有効ではないこともあるし、槍や矢が刺さった盾は重量増加や刺さった物が盾の動きを阻害し、使いにくくなるため適宜放棄される。古代ローマの投槍『ピルム』など、相手の盾の利用を妨害することを目的とした武器が存在する。
- 手持ちの盾は片腕を塞がれるため、重量のある武器や、反動の大きい大型の銃を使えない。ただしこれは、肩盾で対応したり、銃の普及以前の戦闘においては、攻撃力の低下を必ずしも意味しない。
- 大型盾は必然的に多くの死角が生まれる。素材の進歩した現代では、完全に透明のシールドや、持ち手側からだけ透明に見えるシールドが用いられることもある。

## 記念・賞としての楯
もともとは、ヨーロッパの領主たちが近隣の領主に贈り物として贈与したもの。
友好の証（私がもし攻撃するようなことがあったら、この盾で防いでください）であるとともに、自領の防御力（私の領地は防御がしっかりしているので攻撃しても撃退されますよ）を暗示していた。時代が下るとともに防衛力を示す意味が薄れてゆき、功績や友情を表す記念品としての形状と『楯（盾）』という名称だけが残り、特別な贈答品として世界中に普及した（表彰盾/楯・優勝盾/楯）。優勝旗は持ち回りなので次回本大会の際に返還しなければならないが、優勝楯はチームに贈呈される。
- イタリアのサッカーリーグセリエAで優勝することを「スクデットを取る」というが、この「スクデット」も盾を意味する。
- 中央競馬の天皇賞では優勝馬の馬主に対して楯が下賜されることから、同競走の略称として「盾」と呼ぶことがある。
- 卓越技能者に授与される卓越技能章のうちの楯（技能者表彰規程（昭和42年労働省告示第38号）第3条第3号の規定による）
- 日本赤十字社銀色有功章の有功章状の楯（章記を兼ねている）
- 日本水難救済会の事業功労有功盾
- 日本水難救済会の名誉総裁盾
- 国民栄誉賞

## 比喩・記号
- 「人間の盾」とは、施設に人質を配置するなどして空爆などを回避する戦術。人道的に非難される方法だが、反戦活動家などが自発的に参加することがある。またボディーガードなどが文字通り己の体を盾に攻撃を防ぐ様の比喩としても使われる。
- 「矛盾」（むじゅん）とは、辻褄の合わないこと。中国の故事が由来。
- 「砂漠の盾（デザートシールド）」とは、湾岸戦争の作戦名。
- 「醜の御盾」（しこのみたて）とは、戦前の日本で武人が謙った自己表現で、天皇の護り手の意。
- 「盾の半面」とは、物事を判断する上で、一面だけ見る事。
- アメリカ合衆国の警察では、“市民の護り手”の意を込め、盾をかたどった身分証明徽章（バッジ）を使用している機関がある。市警察に多い（保安官は星型）。
- ソ連国家保安委員会の紋章は剣と盾をモチーフとし、のちのロシア連邦保安庁も類似の意匠を採用している。